# Kronoberg megye
Kronoberg megye (Kronobergs län) Dél-Svédország egyik megyéje. Szomszédai Skåne, Halland, Jönköping, Kalmar és Blekinge megyék.

## Tartományok
A megye a történelmi Småland tartomány közepén terül el.

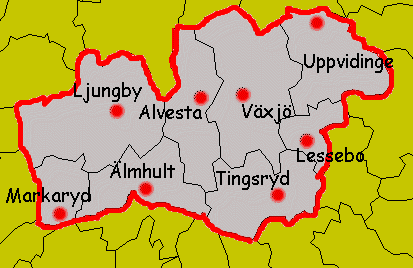
Kronoberg megye községei

## Címer
A megye címere a tartomány címerének egy változata, amelyet 1944-ben kapott. Ha a korona is rajta van, akkor a Megye Adminisztrációs Bizottságát jelöli.

## Népesség
| Lakosok száma | 187 759 | 197 519 | 199 886 | 201 469 | 202 263 | 203 340 | 204 335 | 203 686 | 203 476 |
|               | 2014    | 2017    | 2018    | 2019    | 2020    | 2021    | 2022    | 2023    | 2024    |